# 吳翔鳳
吳翔鳳，號紫庭，順天府大興县籍，江西南昌縣人，明朝政治人物。同進士出身。

## 生平
崇禎六年（1633年）癸酉科順天鄉試二十八名舉人。崇禎十年（1637年），登丁丑科進士。吏部觀政，丁憂歸。崇禎十二年，接替李覺先，擔任南直隶常州府宜興縣知縣。十四年降補寧國府知事，十五年補徽州府推官。

## 家族
曾祖吴冲；祖父吴泾，父吴焕，虹县尹。